# Ebensfeld
Ebensfeld is een gemeente in de Duitse deelstaat Beieren, en maakt deel uit van het Landkreis Lichtenfels.
Ebensfeld telt 5.598 inwoners.
Altenkunstadt ·
Bad Staffelstein ·
Burgkunstadt ·
Ebensfeld ·
Hochstadt am Main ·
Lichtenfels ·
Marktgraitz ·
Marktzeuln ·
Michelau in Oberfranken ·
Redwitz an der Rodach ·
Weismain